# Иодид триметилплатины
Иодид триметилплатины — металлоорганическое соединение
платины с формулой (CH3)3PtI,
оранжевые кристаллы,
растворяется в воде.

## Получение
- Реакция хлорида платины(IV) и метилмагнийиодидом:

{\displaystyle {\mathsf {PtCl_{4}+3(CH_{3})MgI\ {\xrightarrow {}}\ (CH_{3})_{3}PtI+2MgCl_{2}+MgI_{2}}}}

## Физические свойства
Иодид триметилплатины образует оранжевые кристаллы,
растворяется в воде и бензоле.